# Colchicum munzurense
Colchicum munzurense är en tidlöseväxtart som beskrevs av Karin Persson. Colchicum munzurense ingår i släktet tidlösor, och familjen tidlöseväxter. Inga underarter finns listade i Catalogue of Life.